# Ciechów

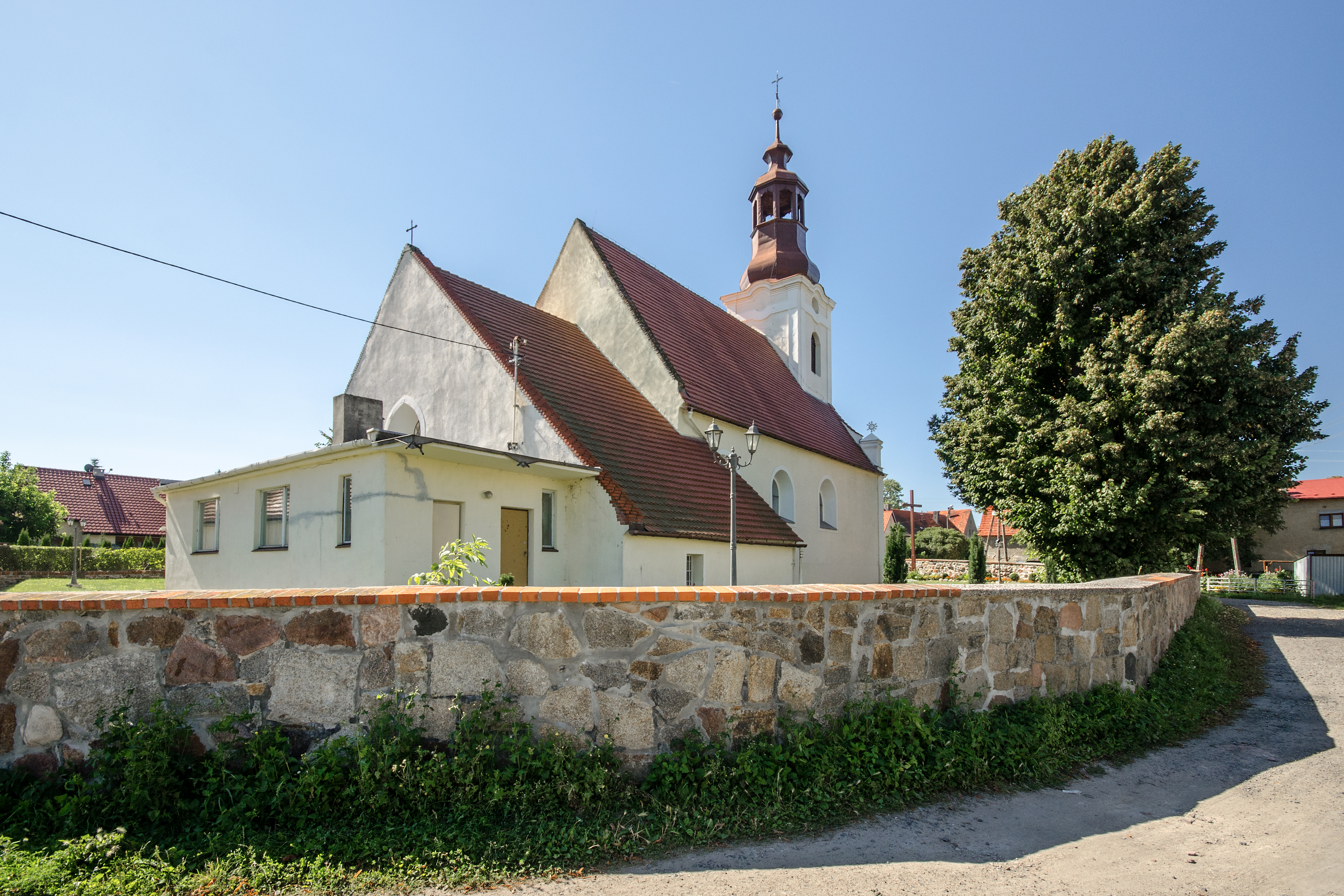
Kościół Matki Boskiej Wspomożenia

Ciechów – wieś w Polsce położona w województwie dolnośląskim, w powiecie średzkim, w gminie Środa Śląska.
| SIMC    | Nazwa  | Rodzaj    |
| ------- | ------ | --------- |
| 0880797 | Buczki | część wsi |

## Podział administracyjny
W latach 1975–1998 miejscowość administracyjnie należała do województwa wrocławskiego. Od 1 stycznia 2003 roku częścią wsi Ciechów stał się ówczesny przysiółek Buczki.

## Demografia
Według Narodowego Spisu Powszechnego (III 2011 r.) liczył 1559 mieszkańców. Jest największą miejscowością gminy Środa Śląska.

## Położenie
Obok miejscowości przepływa niewielka rzeka Średzka Woda, dopływ Odry.

## Zabytki
Wykaz zabytków wpisanych do rejestru zabytków nieruchomych:
Do wojewódzkiego rejestru zabytków wpisane są:
- kościół filialny pw. Matki Bożej Wspomożenia Wiernych, wzniesiony został (informacja wzmiankowa) w 1371 r. Obecny zbudowany został w 1555 r. - XVI w., przebudowany i powiększony od strony zachodniej w XVIII w., restaurowany w XIX w. W wyposażeniu: gotyckie z XV w. sakramentarium z piaskowca i rzeźby drewniane polichromowe Madonny z Dzieciątkiem i św. Anny Samotrzeciej, barokowe z XVIII w., rzeźba Madonny i św. Nepomucena – drewniane polichromowe stacje drogi krzyżowej, olejne na płótnie, krucyfiksy i żyrandol, rokokowy z XVIII w. ołtarz boczny, klasycystyczna z początku XIX w. chrzcielnica[8]
- pałac z 1840 r., przebudowywany na początku XX w.